# Nevada State Route 823
Die Nevada State Route 823 ist eine 12,3 km lange Straße, die von der Nevada State Route 208 in der Nähe von Wellington in nordwestliche Richtung nach Simpson im Bundesstaat Nevada verläuft.